# Krutyński Piecek
Krutyński Piecek (niem. Kruttinnerofen) – wieś w Polsce położona w województwie warmińsko-mazurskim, w powiecie mrągowskim, w gminie Piecki.
| SIMC    | Nazwa         | Rodzaj    |
| ------- | ------------- | --------- |
| 0486184 | Zielony Lasek | część wsi |

W latach 1975–1998 miejscowość administracyjnie należała do województwa olsztyńskiego.
We wsi młyn wodny z końca XIX w.